# Barbacenia oxytepala
Barbacenia oxytepala är en enhjärtbladig växtart som beskrevs av Goethart och Johannes Jan Theodoor Henrard. Barbacenia oxytepala ingår i släktet Barbacenia och familjen Velloziaceae. Inga underarter finns listade.